# Arthur Pilard
Arthur Pilard (Vannes, 22 de enero de 1996) es un deportista francés que compite en ciclismo en la modalidad de BMX.
Ganó dos medallas en el Campeonato Mundial de Ciclismo BMX, en los años 2023 y 2025, y tres medallas en el Campeonato Europeo de Ciclismo BMX entre los años 2021 y 2025.

## Palmarés internacional
| Campeonato Mundial | Campeonato Mundial       | Campeonato Mundial | Campeonato Mundial |
| Año                | Lugar                    | Medalla            | Competición        |
| ------------------ | ------------------------ | ------------------ | ------------------ |
| 2023               | Glasgow (Reino Unido)    | Medalla de plata   | Carrera            |
| 2025               | Copenhague (Dinamarca)   | Medalla de oro     | Carrera            |
| Campeonato Europeo |                          |                    |                    |
| Año                | Lugar                    | Medalla            | Competición        |
| 2021               | Heusden-Zolder (Bélgica) | Medalla de oro     | Carrera            |
| 2024               | Verona (Italia)          | Medalla de oro     | Carrera            |
| 2025               | Valmiera (Letonia)       | Medalla de plata   | Carrera            |